# Lars-Gunnar Romell
Lars-Gunnar Torgny Romell, född 22 januari 1891 i Stockholm, död 28 mars 1981 i Danderyd, var en svensk skogsvetare och son till mykologen Lars Romell. 
Romell blev 1922 filosofie doktor vid Stockholms universitet. Han var 1928–1934 professor i skoglig marklära vid Cornell University i Ithaca, USA. 
Romell var 1938–1944 överassistent i skoglig marklära vid Statens skogsforskningsinstitut och 1944–1957 försöksledare i markbiologi där. 
Romell invaldes 1945 som ledamot av Lantbruksakademien och erhöll 1948 professors namn. Han är begravd på Djursholms begravningsplats.